# Формат .deb

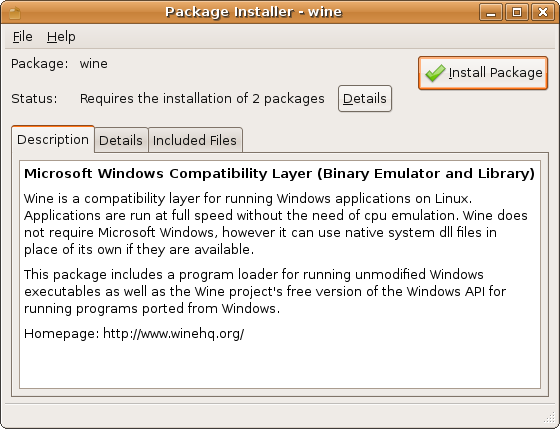
Gdebi

deb — формат пакунків для розповсюдження та встановлення програмного забезпечення у операційних системах Debian, Ubuntu та інших, що використовують систему керування пакунками dpkg. Deb це частина слова Debian, від Debra — імені дружини засновника Дебіена Яна Мердока та Ian від його імені.

## Формат
Починаючи з Debian версії 0.93, deb файл є архівом ar. Зазвичай архів містить 3 файли:
- debian-binary: версія Debian. Вона дорівнює «2.0» для поточних версій Debian
- control.tar.gz: вся інформація про пакунок
- data.tar чи data.tar.gz або data.tar.bz2 або data.tar.lzma: архів з файлами що буде встановлений на файлову систему

## Програмне забезпечення
Стандартна програма для керування цими пакунками — dpkg, часто використовувана з допомогою apt та aptitude.
deb-пакунки можуть бути перетворені у інші пакунки, і навпаки, з допомогою програми alien.
Створюють пакунки deb зазвичай за допомогою утиліт dpkg — зокрема, dpkg-buildpackage. Основи створення пакунків описані у Посібнику нового супроводжуючого Debian та Довіднику розробника Debian.
Зовсім прості, але малопридатні для серйозного супроводу пакунки можна створювати з допомогою програми CheckInstall.

## Різновиди

### udeb
Проект debian-installer ввів імена файлів пакетів, які закінчуються на .udeb («µdeb», «мікро-deb»).
Це спрощений формат, який точно не слідує політиці пакунків Debian, не містить документації і повинен використовуватися лише інсталятором. Формат файлу udeb ідентичний deb. Програма udpkg, призначена для роботи з пакунками udeb, має обмежені можливості у порівнянні з dpkg і менше підтримує зв'язки пакунків. Різниця в імені існує через те, що мейнтейнерам архіву Debian не подобалася присутність у архіві пакунків deb, які не відповідали політиці, тому для них було вибрано інше ім'я, щоб підкреслити це і не допустити їх ненавмисне встановлення на робочу систему. Пакунки udeb використовуються на початковому RAM-диску при встановленні базової системи.

### Найменування пакунків
Структура імені пакунків така:
- Ім'я пакунку;
- Якщо даний пакунок містить:
  - заголовні та інші файли для розробників → «-dev»;
  - налагоджувальну інформацію → «-dbg»;
  - файли документації → «-doc»;
- «-» та версія пакунку
  - Після версії основного вмісту пакунку зазвичай ставлять версію пакунку у вигляді «-1», «-2»…
  - Якщо зміни стосуються лише відповідності Debian Free Software Guidelines, то «.dfsg-1», «.dfsg-2»…
  - Якщо зміни взяті з іншого дистрибутиву конкретної версії, [уточнити] то додається «etch2», «lenny1»…
  - Якщо пакет закачаний не одним з основних мейнтейнерів (англ. NMU-upload), то додається «+1», «+2»…
- «_» і архітектура: «_i386», «_amd64»…

## Дивись також
- Open Build Service
- Getdeb
- Debminer
- RPM